# Whalan (Minnesota)
Whalan es una ciudad ubicada en el condado de Fillmore en el estado estadounidense de Minnesota. En el Censo de 2010 tenía una población de 63 habitantes y una densidad poblacional de 56,31 personas por km².

## Geografía
Whalan se encuentra ubicada en las coordenadas 43°44′3″N 91°55′22″O / 43.73417, -91.92278. Según la Oficina del Censo de los Estados Unidos, Whalan tiene una superficie total de 1.12 km², de la cual 1.07 km² corresponden a tierra firme y (4.17%) 0.05 km² es agua.

## Demografía
Según el censo de 2010, había 63 personas residiendo en Whalan. La densidad de población era de 56,31 hab./km². De los 63 habitantes, Whalan estaba compuesto por el 100% blancos, el 0% eran afroamericanos, el 0% eran amerindios, el 0% eran asiáticos, el 0% eran isleños del Pacífico, el 0% eran de otras razas y el 0% pertenecían a dos o más razas. Del total de la población el 0% eran hispanos o latinos de cualquier raza.